# Семикаракорское городское поселение
Семикаракорское городское поселение — муниципальное образование в Семикаракорском районе Ростовской области.
Административный центр поселения — город Семикаракорск.

## География
Общая площадь муниципального образования составляет 109 км². Численность населения — 23,3 тыс. человек (2011 г.). Площадь лесов — 147 га. Площадь сельхозугодий составляет 5699 га.

## История
Семикаракорское городское поселение является городским поселением в составе муниципального образования «Семикаракорский район». Находится на территории Ростовской области.

## Административное устройство
В состав Семикаракорского городского поселения входит 1 населённый пункт:
- город Семикаракорск.

## Население
| 2009    | 2010    | 2012    | 2013    | 2014    | 2015    | 2016    |
| ------- | ------- | ------- | ------- | ------- | ------- | ------- |
| 23 018  | ↗23 884 | ↘23 445 | ↘23 110 | ↘22 710 | ↘22 496 | ↘22 307 |
| 2017    | 2018    | 2019    | 2020    | 2021    |         |         |
| ↘22 118 | ↘22 030 | ↘21 896 | ↘21 864 | ↘21 179 |         |         |

## Экономика
В Семикаракорском городском поселении работаю предприятия: ООО «Хлебокомбинат Семикаракорский», ООО «Донской консервный завод», ОАО «Сыродельный завод Семикаракорский», АО «Агроремтехсервис», СПК «Семикаракорский плодопитомник» и др.

## Достопримечательности
- Часовня Донской иконы Божией Матери в городе Семикаракорск.
- Камень хачкар, выполненный из розового туфа. На камне высечены слова: «В память невинных жертв геноцида армян в 1915 году, славным русским воинам, героя казакам, отдавшим свои жизни в 1915 году». Надпись выполнена на русском и армянском языках. Памятник установлен около памятника воинам горячих точек.
- Краеведческий музей города открыт в 2000 году. Здесь собраны экспонаты, знакомящие посетителей с историей поселения, развитием культуры и промышленности, бытом горожан.
- Мемориал и братская могила. Памятник воинам мемориала выполнен в виде трех стел и расположенной перед ними фигуры женщины. Рядом находятся плиты с именами погибших воинов в годы Великой Отечественной войны. На мемориале заложено послание потомкам от участников Великой Отечественной войны.
- Памятник Владимиру Ильичу Ленину расположен на площади у здания городской администрации. Фигура Ленина в полный рост в верхней одежде установлена на постаменте в окружении елей.
- Памятник воинам горячих точек представляет собой БТР, установленный на постаменте.
- Часовня во имя иконы Божией Матери «Всех скорбящих Радость». Была построена в 2010 году.
- Часовня Донской иконы Божией Матери.
- Церковь Казанской иконы Божией Матери. Новая Деревянная церковь, построенная в 2007 году.
- Церковь Троицы Живоначальной, построена в 1993—1996 годах[14].
- Памятник атаману Платову.
- Памятник писателю Закруткину[15]. Автором романа «Сотворение мира», повести «Матерь человеческая», трехтомного романа «Сотворение мира», лауреат Государственной премии СССР (1982) и Сталинской премии (1951) писатель Виталий Александрович Закруткин (1908—1984) жил и работал в станице Кочетовской Семикаракорского района Ростовской области, где и был похоронен. Памятник представляет собой покрытый позолоченной краской бюст писателя.
- Памятник поэту Борису Куликову[16]. Памятник представляет собой бюст писателя на высоком постаменте.
- Площадь имени Героя Советского Союза И. А. Левченко (1921—1943). Иван Алексеевич Левченко в хуторе Проциков Весёловского района Ростовской области. Отличился в сражениях в Севском районе Брянской области.
- Развлекательный комплекс «Казачья Пристань».
- Семикаракорская керамика[17].
- Бюст председателя рыболовецкого колхоза «Заветы Ильича» Ивана Васильевича Абрамова[18].
- Бюст заслуженного строителя РСФСР Араканцева Алексея Александровича.